# Eugeniamyrtensläktet
Eugeniamyrtensläktet (Eugenia) är ett växtsläkte inom familjen myrtenväxter.

## Bildgalleri

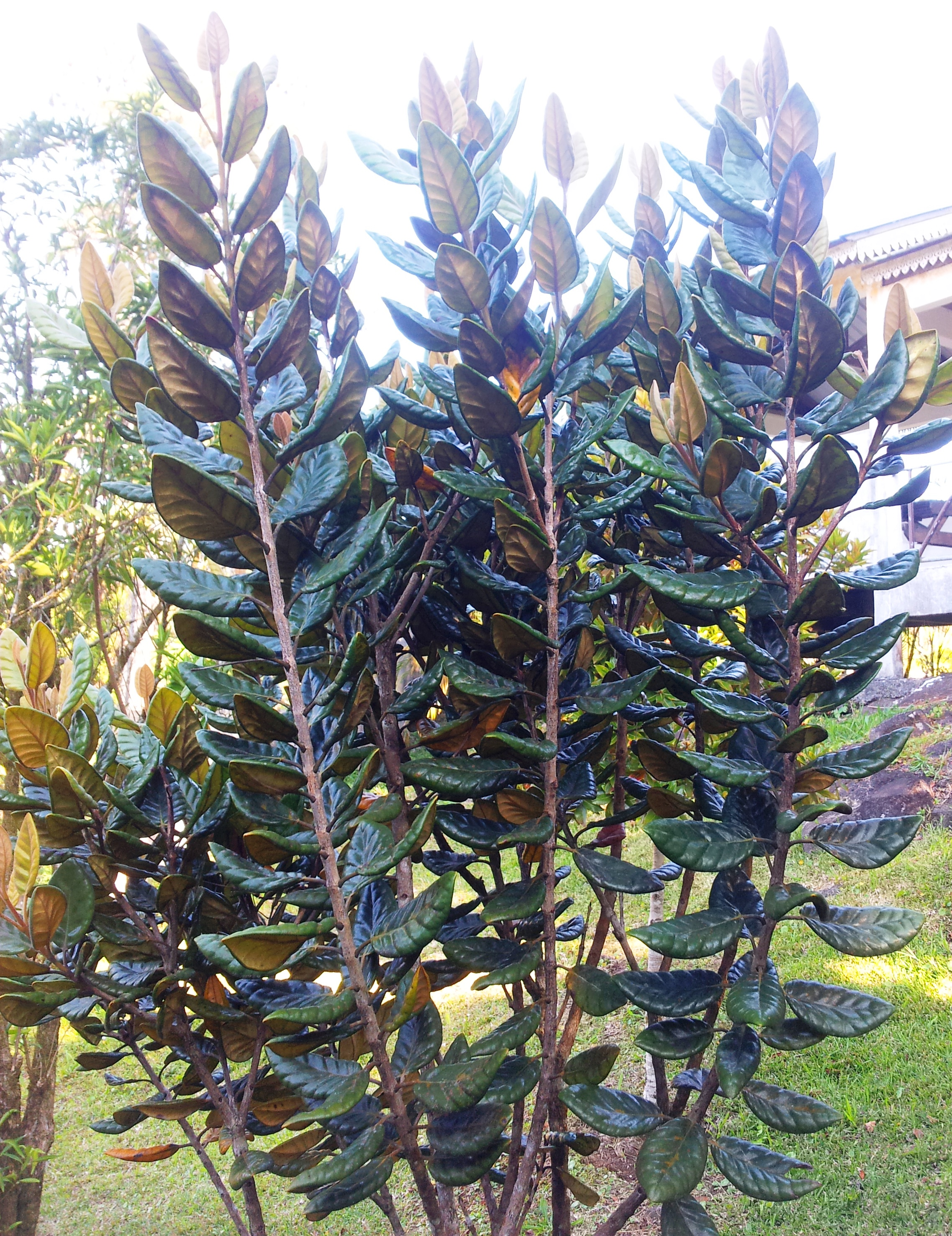
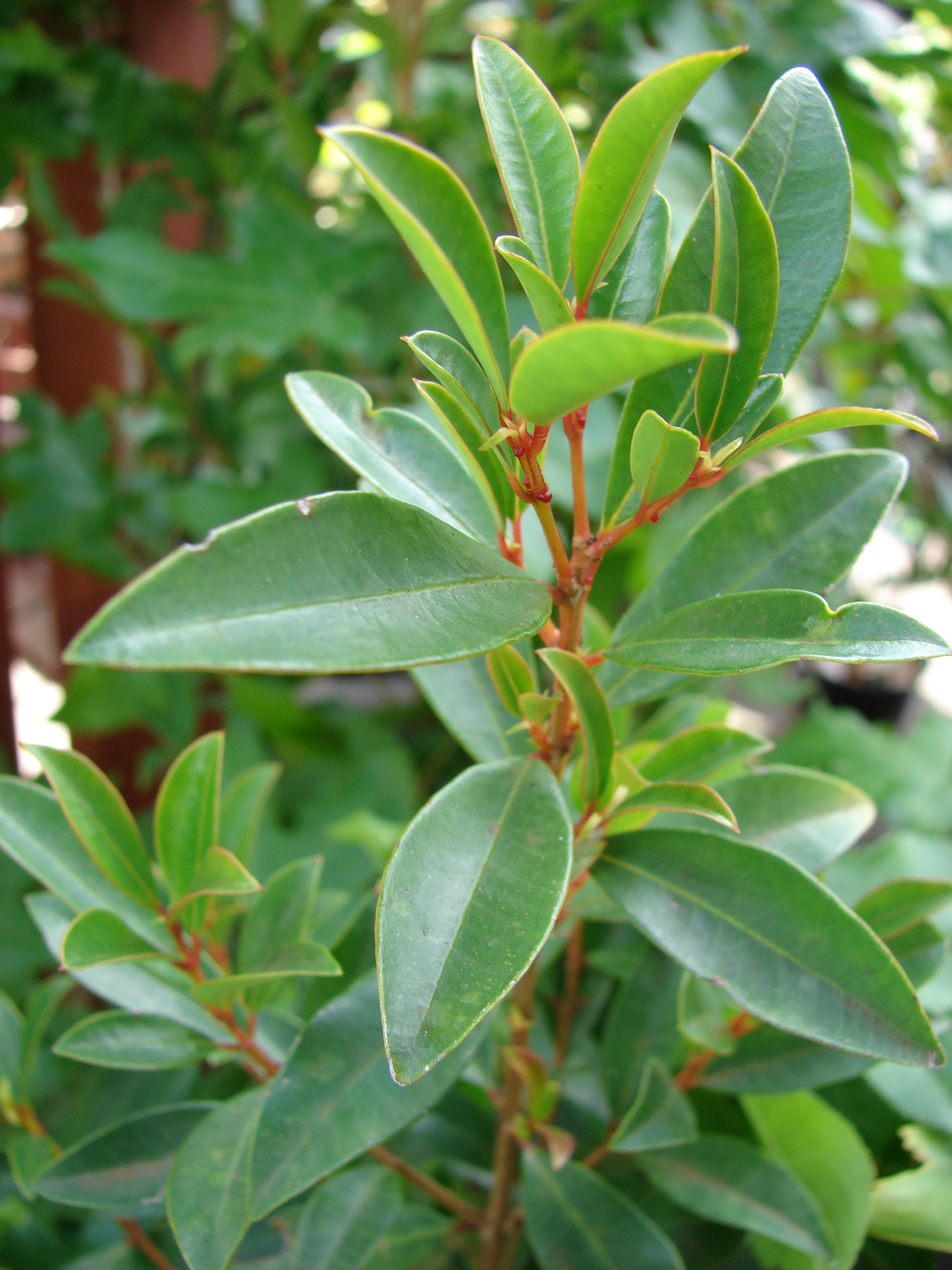
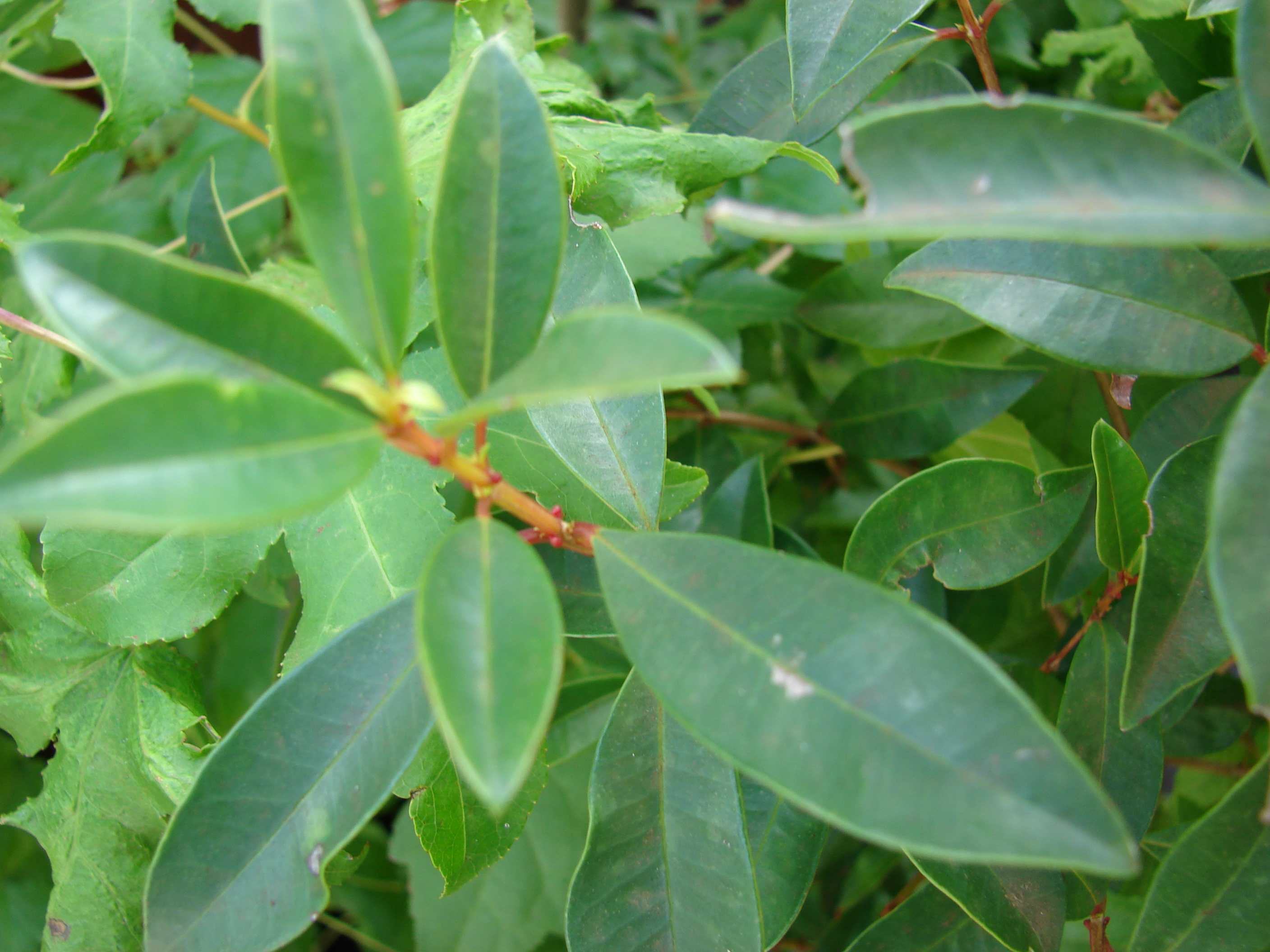
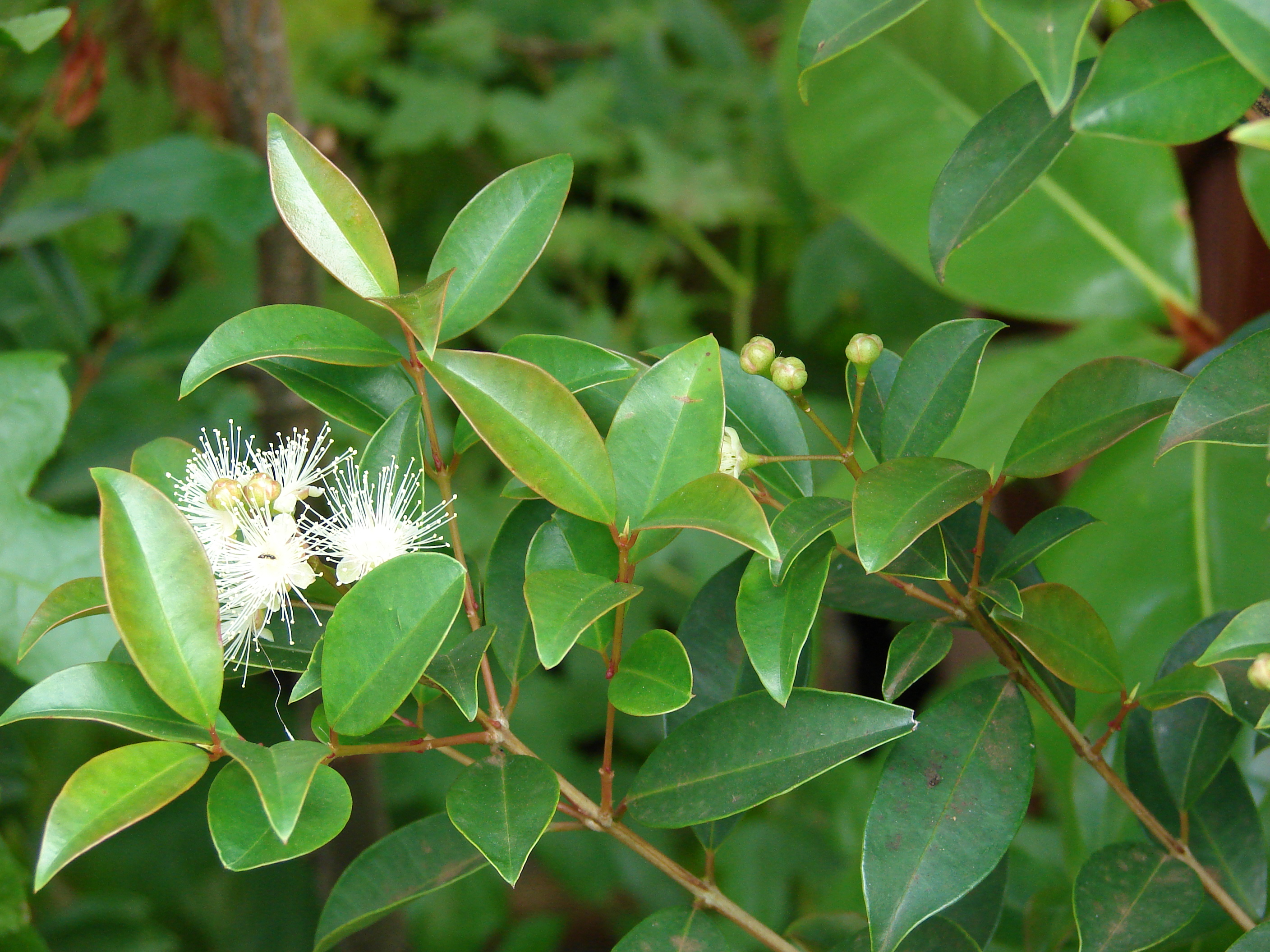
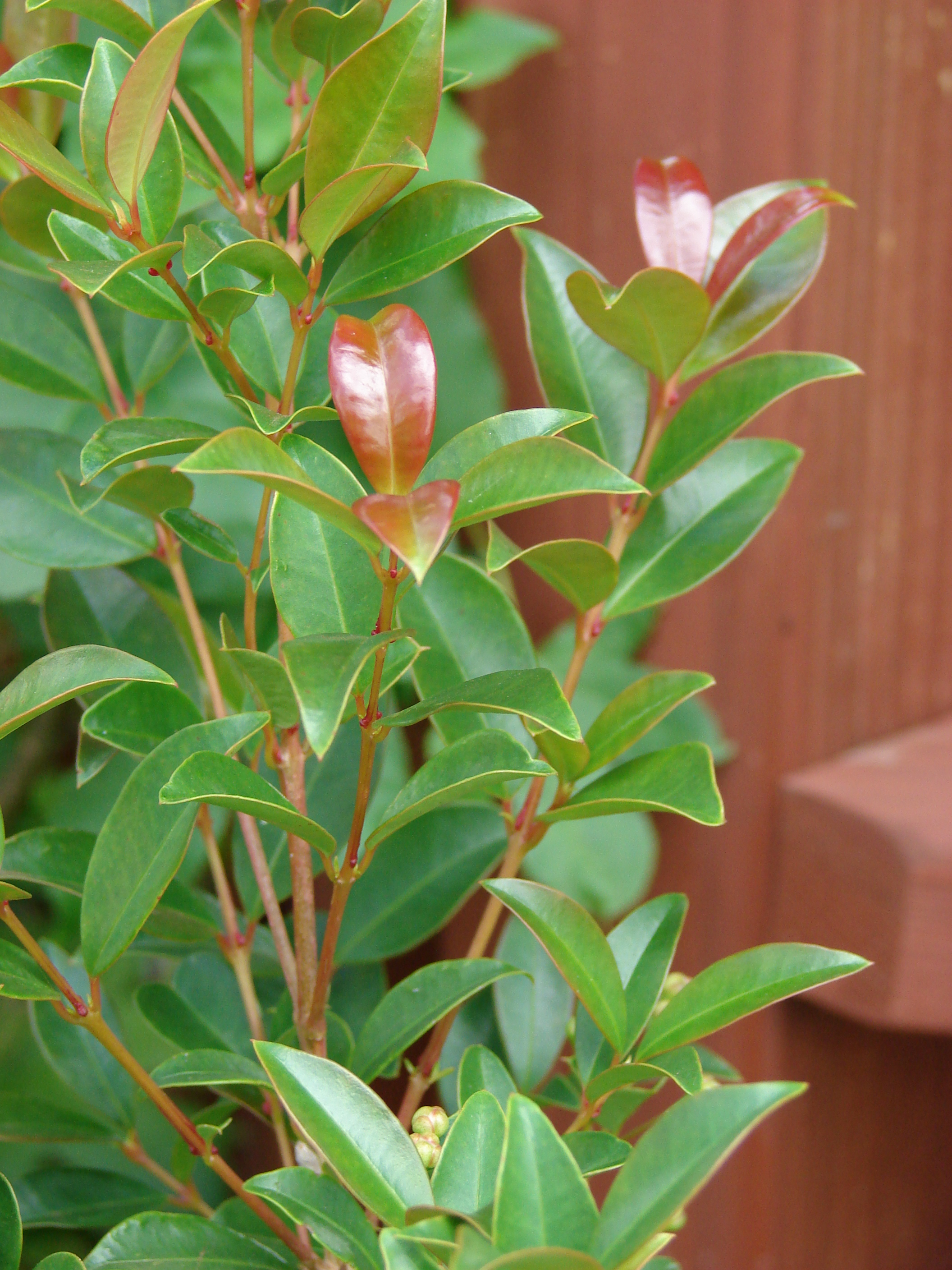
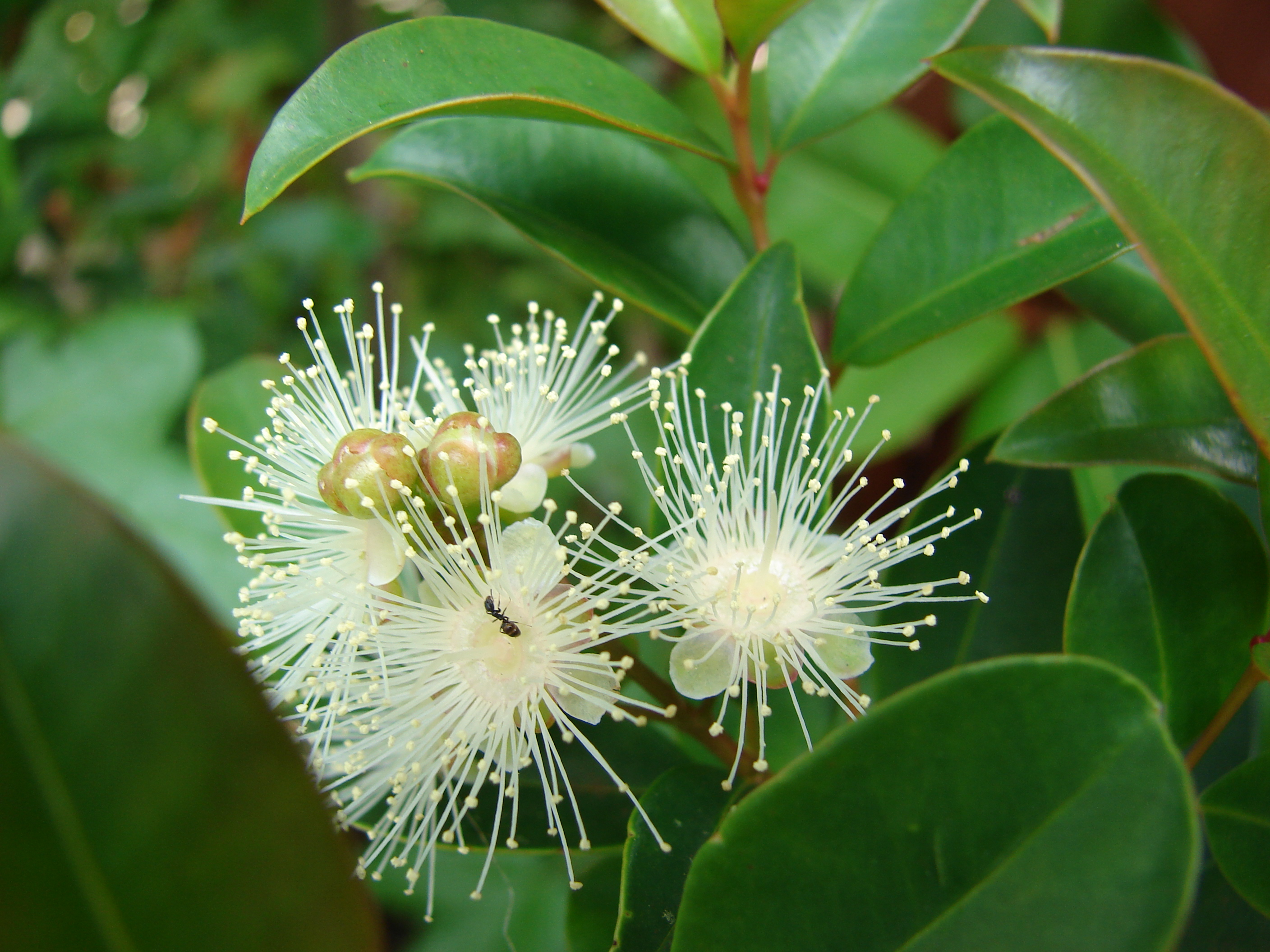

## Dottertaxa tillEugenia, i alfabetisk ordning[1]
- Eugenia abbreviata
- Eugenia aboukirensis
- Eugenia acapulcensis
- Eugenia aceitillo
- Eugenia acrantha
- Eugenia acrensis
- Eugenia acrisepala
- Eugenia acunae
- Eugenia acutissima
- Eugenia adenantha
- Eugenia adenocarpa
- Eugenia aequatoriensis
- Eugenia aerosa
- Eugenia aeruginea
- Eugenia afzelii
- Eugenia agasthiyamalayana
- Eugenia agathopoda
- Eugenia aherniana
- Eugenia alagoensis
- Eugenia alainii
- Eugenia alaotrensis
- Eugenia albicans
- Eugenia albimarginata
- Eugenia alnifolia
- Eugenia aloysii
- Eugenia alpina
- Eugenia amatenangensis
- Eugenia ambanizanensis
- Eugenia amblyophylla
- Eugenia amblyosepala
- Eugenia amoena
- Eugenia ampla
- Eugenia amplifolia
- Eugenia amshoffiae
- Eugenia anafensis
- Eugenia analamerensis
- Eugenia anastomosans
- Eugenia ancorifera
- Eugenia angelyana
- Eugenia angustissima
- Eugenia ankarensis
- Eugenia anomala
- Eugenia anthacanthoides
- Eugenia antongilensis
- Eugenia apiocarpa
- Eugenia arawakorum
- Eugenia arayan
- Eugenia ardisioides
- Eugenia arenaria
- Eugenia arenicola
- Eugenia arenosa
- Eugenia argentea
- Eugenia argyrophylla
- Eugenia armeniaca
- Eugenia arrabidae
- Eugenia arthroopoda
- Eugenia arvensis
- Eugenia aschersoniana
- Eugenia asperifolia
- Eugenia atricha
- Eugenia atroracemosa
- Eugenia atrosquamata
- Eugenia augustana
- Eugenia aurata
- Eugenia austin-smithii
- Eugenia avicenniae
- Eugenia axillaris
- Eugenia azurensis
- Eugenia bacopari
- Eugenia badia
- Eugenia bahiana
- Eugenia bahiensis
- Eugenia bahorucana
- Eugenia baileyi
- Eugenia bajaverapazana
- Eugenia balansae
- Eugenia banderensis
- Eugenia barbata
- Eugenia barbosae
- Eugenia barriosana
- Eugenia basilaris
- Eugenia batingabranca
- Eugenia bayatensis
- Eugenia belemitana
- Eugenia belladerensis
- Eugenia belloi
- Eugenia bellonis
- Eugenia bergii
- Eugenia beyeri
- Eugenia biflora
- Eugenia bimarginata
- Eugenia blanchetiana
- Eugenia blanda
- Eugenia blastantha
- Eugenia bocainensis
- Eugenia bojeri
- Eugenia boliviana
- Eugenia boqueronensis
- Eugenia bosseri
- Eugenia botequimensis
- Eugenia brachyclada
- Eugenia brachysepala
- Eugenia brachythrix
- Eugenia brasiliana
- Eugenia brasiliensis
- Eugenia breedlovei
- Eugenia brejoensis
- Eugenia brevipedunculata
- Eugenia brevipes
- Eugenia breviracemosa
- Eugenia brevistyla
- Eugenia brongniartiana
- Eugenia brownei
- Eugenia brownsbergii
- Eugenia brunneopubescens
- Eugenia brunoi
- Eugenia bryanii
- Eugenia buchholzii
- Eugenia bukobensis
- Eugenia bullata
- Eugenia bumelioides
- Eugenia bunchosiifolia
- Eugenia burkartiana
- Eugenia buxifolia
- Eugenia byssacea
- Eugenia cachoeirensis
- Eugenia cacuminoides
- Eugenia cacuminum
- Eugenia caducibracteata
- Eugenia cahosiana
- Eugenia cajalbanica
- Eugenia callichroma
- Eugenia calophylloides
- Eugenia calumettae
- Eugenia calva
- Eugenia calycina
- Eugenia calystegia
- Eugenia camarioca
- Eugenia canapuensis
- Eugenia candolleana
- Eugenia cantuana
- Eugenia capensis
- Eugenia capillipes
- Eugenia capitulifera
- Eugenia capixaba
- Eugenia capparidifolia
- Eugenia capuli
- Eugenia capulioides
- Eugenia cararensis
- Eugenia carranzae
- Eugenia cartagensis
- Eugenia casearioides
- Eugenia cassinoides
- Eugenia castaneiflora
- Eugenia catharinae
- Eugenia catharinensis
- Eugenia catingiflora
- Eugenia cavalcanteana
- Eugenia cayoana
- Eugenia ceibana
- Eugenia cerasiflora
- Eugenia cereja
- Eugenia cerrocacaoensis
- Eugenia cervina
- Eugenia chacoensis
- Eugenia chacueyana
- Eugenia chahalana
- Eugenia chartacea
- Eugenia chavarriae
- Eugenia chepensis
- Eugenia chiapensis
- Eugenia chinajensis
- Eugenia chlorocarpa
- Eugenia chlorophylla
- Eugenia choapamensis
- Eugenia christii
- Eugenia chrootricha
- Eugenia chrootrichoides
- Eugenia chrysobalanoides
- Eugenia chrysophyllum
- Eugenia churutensis
- Eugenia cincta
- Eugenia cinerascens
- Eugenia cintalapana
- Eugenia citrifolia
- Eugenia citroides
- Eugenia clarendonensis
- Eugenia clarensis
- Eugenia cloiselii
- Eugenia coaetanea
- Eugenia coccifera
- Eugenia cocosensis
- Eugenia codyensis
- Eugenia coffeifolia
- Eugenia coibensis
- Eugenia colipensis
- Eugenia colnettiana
- Eugenia columbiensis
- Eugenia commutata
- Eugenia comorensis
- Eugenia complicata
- Eugenia concava
- Eugenia conchalensis
- Eugenia concolor
- Eugenia conduplicata
- Eugenia confusa
- Eugenia congolensis
- Eugenia conjuncta
- Eugenia consolatae
- Eugenia constanzae
- Eugenia convexinervia
- Eugenia corcovadensis
- Eugenia cordata
- Eugenia cordillerana
- Eugenia coronata
- Eugenia corozalensis
- Eugenia corrientina
- Eugenia corusca
- Eugenia costaricensis
- Eugenia costatifructa
- Eugenia costenoblei
- Eugenia cotinifolia
- Eugenia coursiana
- Eugenia cowanii
- Eugenia cowellii
- Eugenia coyolensis
- Eugenia crassicaulis
- Eugenia crassimarginata
- Eugenia crassipetala
- Eugenia craveniana
- Eugenia crenata
- Eugenia crenularis
- Eugenia crenulata
- Eugenia cribrata
- Eugenia cricamolensis
- Eugenia cristaensis
- Eugenia cristalensis
- Eugenia cristata
- Eugenia crossopterygoides
- Eugenia crucicalyx
- Eugenia crucigera
- Eugenia cuaoensis
- Eugenia cucullata
- Eugenia culminicola
- Eugenia cuprea
- Eugenia cupulata
- Eugenia cupuligera
- Eugenia curvipilosa
- Eugenia curvivenia
- Eugenia cuspidifolia
- Eugenia cycloidea
- Eugenia cyclophylla
- Eugenia cydoniifolia
- Eugenia cymatodes
- Eugenia cyphophloea
- Eugenia daaouiensis
- Eugenia daenikeri
- Eugenia darcyi
- Eugenia decussata
- Eugenia delpechiana
- Eugenia demeusei
- Eugenia denigrata
- Eugenia dentata
- Eugenia dewevrei
- Eugenia dibrachiata
- Eugenia dichroma
- Eugenia dictyophleba
- Eugenia dictyophylla
- Eugenia diminutiflora
- Eugenia dimorpha
- Eugenia dinklagei
- Eugenia diospyroides
- Eugenia diplocampta
- Eugenia discifera
- Eugenia discolorans
- Eugenia discors
- Eugenia discreta
- Eugenia disperma
- Eugenia disticha
- Eugenia dittocrepis
- Eugenia dodoana
- Eugenia dodonaeifolia
- Eugenia domingensis
- Eugenia doubledayi
- Eugenia duarteana
- Eugenia duchassaingiana
- Eugenia dulcis
- Eugenia dumosa
- Eugenia duplicata
- Eugenia dusenii
- Eugenia dysenterica
- Eugenia earhartii
- Eugenia earlei
- Eugenia earthiana
- Eugenia egensis
- Eugenia eggersii
- Eugenia ehrenbergiana
- Eugenia eliasii
- Eugenia elliotii
- Eugenia ellipsoidea
- Eugenia elliptica
- Eugenia elongata
- Eugenia emarginata
- Eugenia ependytes
- Eugenia eperforata
- Eugenia eriantha
- Eugenia ericoides
- Eugenia erythrocarpa
- Eugenia erythrophylla
- Eugenia erythroxyloides
- Eugenia essequiboensis
- Eugenia esteliensis
- Eugenia eurycheila
- Eugenia exaltata
- Eugenia excelsa
- Eugenia excisa
- Eugenia excoriata
- Eugenia expansa
- Eugenia farameoides
- Eugenia farinacea
- Eugenia fernandopoana
- Eugenia ferreiraeana
- Eugenia flamingensis
- Eugenia flavescens
- Eugenia flavoviridis
- Eugenia fleuryi
- Eugenia floccosa
- Eugenia florida
- Eugenia floscellus
- Eugenia fluminensis
- Eugenia foetida
- Eugenia francavilleana
- Eugenia froesii
- Eugenia fulva
- Eugenia funkiana
- Eugenia fusca
- Eugenia fuscopunctata
- Eugenia gabonensis
- Eugenia gacognei
- Eugenia galalonensis
- Eugenia galbaoensis
- Eugenia galeata
- Eugenia gatopensis
- Eugenia gaudichaudiana
- Eugenia gaumeri
- Eugenia gemmiflora
- Eugenia geraensis
- Eugenia gerdae
- Eugenia gibberosa
- Eugenia gigas
- Eugenia gilgii
- Eugenia glabra
- Eugenia glabrata
- Eugenia glandulosa
- Eugenia glandulosopunctata
- Eugenia gomesiana
- Eugenia gomezii
- Eugenia gonavensis
- Eugenia gongylocarpa
- Eugenia goviala
- Eugenia gracilipes
- Eugenia gracillima
- Eugenia grandiflora
- Eugenia grandifolia
- Eugenia grayumii
- Eugenia grazielae
- Eugenia greggii
- Eugenia grifensis
- Eugenia grijalvae
- Eugenia grisebachii
- Eugenia griseiflora
- Eugenia grisiana
- Eugenia grossa
- Eugenia gryposperma
- Eugenia guanensis
- Eugenia guatemalensis
- Eugenia guayaquilensis
- Eugenia guillotii
- Eugenia guttata
- Eugenia gyrosepala
- Eugenia haberi
- Eugenia haematocarpa
- Eugenia haitiensis
- Eugenia hamiltonii
- Eugenia hammelii
- Eugenia handroana
- Eugenia handroi
- Eugenia hanoverensis
- Eugenia haputalense
- Eugenia harrisii
- Eugenia hartmanniae
- Eugenia hartshornii
- Eugenia hastilis
- Eugenia hazompasika
- Eugenia herbacea
- Eugenia heringeriana
- Eugenia hermesiana
- Eugenia herrerae
- Eugenia heterochroa
- Eugenia heterochroma
- Eugenia heterophylla
- Eugenia hexovulata
- Eugenia hiemalis
- Eugenia higueyana
- Eugenia hilariana
- Eugenia hiraeifolia
- Eugenia hirta
- Eugenia hodgei
- Eugenia holdridgei
- Eugenia hondurensis
- Eugenia horizontalis
- Eugenia howardiana
- Eugenia hovarum
- Eugenia humblotii
- Eugenia hurlimannii
- Eugenia hypargyrea
- Eugenia ibarrae
- Eugenia ignambiensis
- Eugenia ignota
- Eugenia ilalensis
- Eugenia illepida
- Eugenia imaruiensis
- Eugenia imbricata
- Eugenia imbricatocordata
- Eugenia impressa
- Eugenia impunctata
- Eugenia inaequisepala
- Eugenia incanescens
- Eugenia inconspicua
- Eugenia indica
- Eugenia inirebensis
- Eugenia intermedia
- Eugenia intibucana
- Eugenia inundata
- Eugenia inversa
- Eugenia involucrata
- Eugenia irazuensis
- Eugenia irirensis
- Eugenia isabeliana
- Eugenia ischnosceles
- Eugenia isosticta
- Eugenia itacarensis
- Eugenia itaguahiensis
- Eugenia itahypensis
- Eugenia itajurensis
- Eugenia itapemirimensis
- Eugenia itararensis
- Eugenia iteophylla
- Eugenia izabalana
- Eugenia jambosoides
- Eugenia janeirensis
- Eugenia jimenezii
- Eugenia joenssonii
- Eugenia kaalensis
- Eugenia kaieteurensis
- Eugenia kalbreyeri
- Eugenia kamelii
- Eugenia kameruniana
- Eugenia kanakana
- Eugenia karwinskyana
- Eugenia kellyana
- Eugenia kerstingii
- Eugenia klaineana
- Eugenia kleinii
- Eugenia klotzschiana
- Eugenia koepperi
- Eugenia koolauensis
- Eugenia krapovickasiana
- Eugenia kuebuniensis
- Eugenia kuhlmanniana
- Eugenia laeteviridis
- Eugenia laevis
- Eugenia lagoensis
- Eugenia lambertiana
- Eugenia lamprophylla
- Eugenia lancetillae
- Eugenia langsdorffii
- Eugenia laruotteana
- Eugenia lateriflora
- Eugenia latifolia
- Eugenia laurae
- Eugenia laxa
- Eugenia ledermannii
- Eugenia ledophylla
- Eugenia legrandii
- Eugenia lempana
- Eugenia leonanii
- Eugenia leonensis
- Eugenia leonis
- Eugenia lepidota
- Eugenia leptoclada
- Eugenia letreroana
- Eugenia leucadendron
- Eugenia levinervis
- Eugenia lheritieriana
- Eugenia lhotzkyana
- Eugenia libanensis
- Eugenia liberiana
- Eugenia librevillensis
- Eugenia liebmannii
- Eugenia liesneri
- Eugenia ligustrina
- Eugenia ligustroides
- Eugenia lilloana
- Eugenia limbosa
- Eugenia lindahlii
- Eugenia linearis
- Eugenia lineata
- Eugenia lineolata
- Eugenia lithosperma
- Eugenia littoralis
- Eugenia livida
- Eugenia locuples
- Eugenia loeseneri
- Eugenia loheri
- Eugenia lokobensis
- Eugenia lomensis
- Eugenia longibracteata
- Eugenia longicuspis
- Eugenia longifolia
- Eugenia longipetiolata
- Eugenia longiracemosa
- Eugenia longisepala
- Eugenia longuensis
- Eugenia louvelii
- Eugenia lucens
- Eugenia luciae
- Eugenia lucida
- Eugenia luschnathiana
- Eugenia lutescens
- Eugenia mabaeoides
- Eugenia macahensis
- Eugenia macedoi
- Eugenia mackeeana
- Eugenia macnabiana
- Eugenia macradenia
- Eugenia macrantha
- Eugenia macrobracteolata
- Eugenia macrocalyx
- Eugenia macrocarpa
- Eugenia macrosperma
- Eugenia madagascariensis
- Eugenia madugodaense
- Eugenia maestrensis
- Eugenia magna
- Eugenia magnibracteolata
- Eugenia magnifica
- Eugenia magniflora
- Eugenia magoana
- Eugenia malacantha
- Eugenia malangensis
- Eugenia malpighioides
- Eugenia mandevillensis
- Eugenia mandioccensis
- Eugenia mandonii
- Eugenia manickamiana
- Eugenia mansoi
- Eugenia marambaiensis
- Eugenia maranhaoensis
- Eugenia maricaensis
- Eugenia maritima
- Eugenia marlierioides
- Eugenia marowynensis
- Eugenia marshiana
- Eugenia matagalpensis
- Eugenia matogrossensis
- Eugenia mattosii
- Eugenia matudae
- Eugenia mcphersonii
- Eugenia mcvaughii
- Eugenia megaflora
- Eugenia megalopetala
- Eugenia melanadenia
- Eugenia melanogyna
- Eugenia membranifolia
- Eugenia memecylifolia
- Eugenia memecyloides
- Eugenia mensurensis
- Eugenia meridensis
- Eugenia mespiloides
- Eugenia michoacanensis
- Eugenia micranthoides
- Eugenia micropora
- Eugenia mimus
- Eugenia minguetii
- Eugenia minimiflora
- Eugenia minuscula
- Eugenia modesta
- Eugenia moensis
- Eugenia molinae
- Eugenia mollicoma
- Eugenia mollifolia
- Eugenia monosperma
- Eugenia montalbanica
- Eugenia monteverdensis
- Eugenia monticola
- Eugenia mooniana
- Eugenia moonioides
- Eugenia moraviana
- Eugenia morii
- Eugenia moritziana
- Eugenia moschata
- Eugenia mouensis
- Eugenia mozomboensis
- Eugenia mucronata
- Eugenia mufindiensis
- Eugenia multicostata
- Eugenia multirimosa
- Eugenia muscicola
- Eugenia myrcianthes
- Eugenia myrciariifolia
- Eugenia myrobalana
- Eugenia naguana
- Eugenia nannophylla
- Eugenia neibensis
- Eugenia nematopoda
- Eugenia neofasciculata
- Eugenia neoformosa
- Eugenia neoglomerata
- Eugenia neogracilis
- Eugenia neolaurifolia
- Eugenia neomyrtifolia
- Eugenia neosericea
- Eugenia neosilvestris
- Eugenia neotristis
- Eugenia neoverrucosa
- Eugenia nervosa
- Eugenia nesiotica
- Eugenia nigerina
- Eugenia nigrita
- Eugenia nipensis
- Eugenia nodulosa
- Eugenia nompa
- Eugenia noumeensis
- Eugenia nutans
- Eugenia oaxacana
- Eugenia obanensis
- Eugenia oblongata
- Eugenia obscura
- Eugenia ocanensis
- Eugenia ochrophloea
- Eugenia octopleura
- Eugenia oerstediana
- Eugenia ogoouensis
- Eugenia oligadenia
- Eugenia oligandra
- Eugenia ombrophila
- Eugenia omissa
- Eugenia ophthalmantha
- Eugenia orbiculata
- Eugenia orbignyana
- Eugenia oreinoma
- Eugenia ouen-toroensis
- Eugenia ovalis
- Eugenia ovandensis
- Eugenia oxysepala
- Eugenia pachnantha
- Eugenia pachychlamys
- Eugenia pachychremastra
- Eugenia pachyclada
- Eugenia pachystachya
- Eugenia pacifica
- Eugenia padronii
- Eugenia pallidopunctata
- Eugenia paloverdensis
- Eugenia paludosa
- Eugenia palumbis
- Eugenia pantagensis
- Eugenia papalensis
- Eugenia papayoensis
- Eugenia paracatuana
- Eugenia paranahybensis
- Eugenia paranapiacabensis
- Eugenia pardensis
- Eugenia pasacaensis
- Eugenia patens
- Eugenia patrisii
- Eugenia pauciflora
- Eugenia peninsularis
- Eugenia percincta
- Eugenia percivalii
- Eugenia percrenata
- Eugenia perriniana
- Eugenia persicifolia
- Eugenia peruibensis
- Eugenia petrinensis
- Eugenia petrophila
- Eugenia philippioides
- Eugenia phillyraeoides
- Eugenia phyllocardia
- Eugenia pia
- Eugenia picardiae
- Eugenia piedraensis
- Eugenia piloesis
- Eugenia pilosula
- Eugenia pinariensis
- Eugenia pinetorum
- Eugenia pinifolia
- Eugenia piresiana
- Eugenia piresii
- Eugenia pisiformis
- Eugenia pistaciifolia
- Eugenia pitanga
- Eugenia pitrensis
- Eugenia pittieri
- Eugenia platyphylla
- Eugenia platysema
- Eugenia pleurantha
- Eugenia pleurocarpa
- Eugenia plicata
- Eugenia plicatocostata
- Eugenia plicatula
- Eugenia plinioides
- Eugenia pluricymosa
- Eugenia pluriflora
- Eugenia pobeguinii
- Eugenia pocsiana
- Eugenia pohliana
- Eugenia poiteaui
- Eugenia poliensis
- Eugenia pollicina
- Eugenia polyadena
- Eugenia polyclada
- Eugenia polypora
- Eugenia polystachya
- Eugenia pomifera
- Eugenia pozasia
- Eugenia praeterita
- Eugenia prasina
- Eugenia principium
- Eugenia procera
- Eugenia producta
- Eugenia prolixa
- Eugenia prolongata
- Eugenia pronyensis
- Eugenia prostrata
- Eugenia protenta
- Eugenia pruinosa
- Eugenia pruniformis
- Eugenia pseudomabaeoides
- Eugenia pseudomalacantha
- Eugenia pseudopsidium
- Eugenia psidiiflora
- Eugenia psidioidea
- Eugenia psiloclada
- Eugenia pterocarpa
- Eugenia pteroclada
- Eugenia puberula
- Eugenia pubescens
- Eugenia pubicalyx
- Eugenia pueblana
- Eugenia pulcherrima
- Eugenia punicifolia
- Eugenia purpusii
- Eugenia pusilla
- Eugenia pusilliflora
- Eugenia pustulescens
- Eugenia pycnantha
- Eugenia pyriflora
- Eugenia pyriformis
- Eugenia pyxidata
- Eugenia quadrangularis
- Eugenia quadriflora
- Eugenia quadrijuga
- Eugenia quadriovulata
- Eugenia quebradensis
- Eugenia quercetorum
- Eugenia racemiflora
- Eugenia radiciflora
- Eugenia ramboi
- Eugenia ramiflora
- Eugenia ramonae
- Eugenia ramoniana
- Eugenia randrianasoloi
- Eugenia ravenii
- Eugenia reinwardtiana
- Eugenia reitziana
- Eugenia rekoi
- Eugenia rendlei
- Eugenia repanda
- Eugenia reticularis
- Eugenia retinadenia
- Eugenia rheophytica
- Eugenia rhombea
- Eugenia rigida
- Eugenia rigidifolia
- Eugenia rigidula
- Eugenia rimosa
- Eugenia riograndis
- Eugenia riosae
- Eugenia rivulorum
- Eugenia rizziniana
- Eugenia rizzoana
- Eugenia rocana
- Eugenia rodriguesensis
- Eugenia roigii
- Eugenia rojasiana
- Eugenia rosariensis
- Eugenia rosea
- Eugenia roseiflora
- Eugenia rostrata
- Eugenia rostratofalcata
- Eugenia rostrifolia
- Eugenia rottleriana
- Eugenia rotundata
- Eugenia rotundicosta
- Eugenia roxburghii
- Eugenia rubella
- Eugenia rufidula
- Eugenia rufofulva
- Eugenia rugosissima
- Eugenia ruscifolia
- Eugenia sachetae
- Eugenia sagraea
- Eugenia salacioides
- Eugenia salamensis
- Eugenia salomonica
- Eugenia samanensis
- Eugenia samuelssonii
- Eugenia sancarlosensis
- Eugenia sanjuanensis
- Eugenia sarapiquensis
- Eugenia sarasinii
- Eugenia sargentii
- Eugenia sasoana
- Eugenia sauvallei
- Eugenia savannarum
- Eugenia saviifolia
- Eugenia scalariformis
- Eugenia scaphephylla
- Eugenia schatzii
- Eugenia scheffleri
- Eugenia schottiana
- Eugenia schulziana
- Eugenia schunkei
- Eugenia sclerocalyx
- Eugenia scottii
- Eugenia sebastiani
- Eugenia sehnemiana
- Eugenia seithurensis
- Eugenia selloi
- Eugenia selvana
- Eugenia sericifolia
- Eugenia serrasuela
- Eugenia serrei
- Eugenia sessiliflora
- Eugenia sessilifolia
- Eugenia shaferi
- Eugenia shettyana
- Eugenia shimishito
- Eugenia shookii
- Eugenia sieberi
- Eugenia siggersii
- Eugenia sigillata
- Eugenia sihanakensis
- Eugenia siltepecana
- Eugenia simiarum
- Eugenia sinaloae
- Eugenia singampattiana
- Eugenia sloanei
- Eugenia sobralii
- Eugenia solimoensis
- Eugenia sonderiana
- Eugenia sooiana
- Eugenia sotoesparzae
- Eugenia sparsa
- Eugenia speciosa
- Eugenia sphenoides
- Eugenia splendens
- Eugenia sprengelii
- Eugenia spruceana
- Eugenia squamiflora
- Eugenia sripadaense
- Eugenia stahlii
- Eugenia standleyi
- Eugenia staudtii
- Eugenia stenoptera
- Eugenia stenosepala
- Eugenia stenosepaloides
- Eugenia stenoxipha
- Eugenia stephanii
- Eugenia stephanophylla
- Eugenia stereophylla
- Eugenia stewardsonii
- Eugenia stictopetala
- Eugenia stigmatosa
- Eugenia stipitata
- Eugenia strellensis
- Eugenia stricta
- Eugenia strigipes
- Eugenia sturrockii
- Eugenia stylaris
- Eugenia subamplexicaulis
- Eugenia subavenia
- Eugenia subcordata
- Eugenia subdisticha
- Eugenia suberosa
- Eugenia subherbacea
- Eugenia subreticulata
- Eugenia subspinulosa
- Eugenia subterminalis
- Eugenia subundulata
- Eugenia sulcata
- Eugenia sulcivenia
- Eugenia sumbensis
- Eugenia supraaxillaris
- Eugenia symphoricarpos
- Eugenia tachirensis
- Eugenia tafelbergica
- Eugenia talbotii
- Eugenia tamaensis
- Eugenia tanaensis
- Eugenia tapirorum
- Eugenia teapensis
- Eugenia tenuiflora
- Eugenia tenuimarginata
- Eugenia tenuipedunculata
- Eugenia tenuissima
- Eugenia tepuiensis
- Eugenia teresae
- Eugenia ternatifolia
- Eugenia terpnophylla
- Eugenia tetramera
- Eugenia tetrasticha
- Eugenia theodorae
- Eugenia thikaensis
- Eugenia thollonii
- Eugenia thomasiana
- Eugenia thompsonii
- Eugenia thouvenotiana
- Eugenia tikalana
- Eugenia tilarana
- Eugenia tinifolia
- Eugenia tisserantii
- Eugenia toaensis
- Eugenia togoensis
- Eugenia toledinensis
- Eugenia toledoi
- Eugenia tomasina
- Eugenia tonii
- Eugenia toxanatolica
- Eugenia trahyra
- Eugenia triflora
- Eugenia trikii
- Eugenia trinervia
- Eugenia trinitatis
- Eugenia tropophylla
- Eugenia truncata
- Eugenia trunciflora
- Eugenia tuberculata
- Eugenia tulanan
- Eugenia tumulescens
- Eugenia tungo
- Eugenia turneri
- Eugenia ulei
- Eugenia uliginosa
- Eugenia umbelliflora
- Eugenia umbonata
- Eugenia umbrosa
- Eugenia uminganensis
- Eugenia umtamvunensis
- Eugenia underwoodii
- Eugenia undulata
- Eugenia uniflora
- Eugenia uninervia
- Eugenia urschiana
- Eugenia ursina
- Eugenia uruguayensis
- Eugenia uxpanapensis
- Eugenia vacana
- Eugenia valvata
- Eugenia vanderveldei
- Eugenia varia
- Eugenia variabilis
- Eugenia variareolata
- Eugenia warmingiana
- Eugenia vatomandrensis
- Eugenia vaughanii
- Eugenia websteri
- Eugenia venezuelensis
- Eugenia wentii
- Eugenia verapazensis
- Eugenia verdoorniae
- Eugenia vernicosa
- Eugenia verruculata
- Eugenia versicolor
- Eugenia verticillata
- Eugenia vesca
- Eugenia vetula
- Eugenia whytei
- Eugenia victoriana
- Eugenia victorinii
- Eugenia widgrenii
- Eugenia vigiensis
- Eugenia viguieriana
- Eugenia vilersii
- Eugenia villae-novae
- Eugenia williamsiana
- Eugenia wilsonella
- Eugenia winzerlingii
- Eugenia violascens
- Eugenia viridiflora
- Eugenia viridis
- Eugenia virotii
- Eugenia woodburyana
- Eugenia woodfrediana
- Eugenia woodii
- Eugenia wullschlaegeliana
- Eugenia xalapensis
- Eugenia xanthoxyloides
- Eugenia xilitlensis
- Eugenia xiriricana
- Eugenia xystophylla
- Eugenia yangambensis
- Eugenia yasuniana
- Eugenia yatuae
- Eugenia yautepecana
- Eugenia yumana
- Eugenia yunckeri
- Eugenia zelayensis
- Eugenia zuccarinii
- Eugenia zuchowskiae
- Eugenia zuluensis
- Eugenia zygophylla

### Fotnoter
1. 1 2 3  Roskov Y., Kunze T., Orrell T., Abucay L., Paglinawan L., Culham A., Bailly N., Kirk P., Bourgoin T., Baillargeon G., Decock W., De Wever A., Didžiulis V. (ed) (26 februari 2014). ”Species 2000 & ITIS Catalogue of Life: 2014 Annual Checklist.”. Species 2000: Reading, UK. http://www.catalogueoflife.org/annual-checklist/2014/browse/tree/id/17085104. Läst 26 maj 2014.
2. ↑  Sveriges lantbruksuniversitet 2012–. Coleostephus  Cass. – Dvärgkragesläktet från Svensk Kulturväxtdatabas (SKUD). Läst: 29 mars 2015